# Berea, Kentucky
Berea är en ort i Madison County, Kentucky, USA. År 2000 hade orten 12 738 invånare. Den har enligt United States Census Bureau en area på 24,2 km², varav 0,1 km² är vatten.